# Slogan (Film)
Slogan ist ein französischer Liebesfilm aus dem Jahr 1969 mit Serge Gainsbourg und Jane Birkin in den Hauptrollen. Als Regisseur fungierte Pierre Grimblat, der auch das Drehbuch verfasste.

## Handlung
Der Film verfügt nur über einen sehr losen Handlungsbogen. Serge Fabergé, ein erfolgreicher Werbefilmer, ist 40, verheiratet und hat ein kleines Kind. Auf dem Werbefilmfestival in Venedig läuft ihm die 18-jährige Engländerin Evelyne über den Weg. Sie verlieben sich über beide Ohren ineinander.
Seine Frau toleriert die Affäre, doch für die emotional unreife, in den Tag hinein lebende Evelyne ist es die große Liebe, und sie fordert Serge auf, sich scheiden zu lassen. Serge möchte sich eigentlich nicht entscheiden und ist daher froh, dass sich das Scheidungsprozedere hinzieht. Allmählich gerät die junge Liebe in eine Krise. Sie streiten sich öfter, bis Evelyne ihn verlässt. Serge bleibt bei seiner Frau und stößt bald auf eine weitere junge Frau.

## Machart
Die erste Filmhälfte besteht weitgehend aus einer Abfolge von Turtelszenen zwischen Serge und Evelyne. Die Schauplätze wechseln zwischen Paris, Venedig, einem nur in Innenaufnahmen behaupteten London und dem Strand von Honfleur. Die Figuren bewegen sich in einer luxuriösen Sphäre kreativer Werber und Filmemacher. Die Büroausstattung besteht aus buntem Plexiglas und Serges Wohnung entspricht damaligen modischen Entwürfen.
Grimblat hatte einen einzigen Spielfilm inszeniert, den Krimi Wie leicht kann das ins Auge gehen (Me faire ça à moi, 1961) mit Eddie Constantine; Serge Fabergé projizierte in Slogan Ausschnitte daraus. Danach arbeitete er mit beträchtlichem Erfolg als Werbefilmer. Slogan sollte sein Wiedereinstieg in die Regie von Spielfilmen werden. „Es stimmt, ich wollte 90 Werbefilme drehen, jeder 1 Minute lang.“ Er habe sich von den Fotografen David Bailey und Helmut Newton inspirieren lassen.

## Entstehungshintergrund
Eine gescheiterte Liebesbeziehung ging Grimblat nicht aus dem Kopf und er erzählte François Truffaut davon. Dieser riet ihm, sich davon zu befreien, indem er die Geschichte zu einem Drehbuch verwertet. Grimblat schrieb die Hauptrolle Gainsbourg, mit dem er schon länger befreundet war, auf den Leib, und hielt die Dialoge bewusst kurz, weil das Gainsbourgs Wesen entsprach. Die Herstellung des Films wurde durch die Mai-Unruhen stark behindert, weil weder Ausrüstung zu mieten noch Filmmaterial zu kaufen war. Ein befreundeter Dokumentarfilmer, der Vorräte hatte, half aus. Die Equipe bestand zu einem großen Teil aus Freunden.
Grimblat und Gainsbourg reisten Ende Mai 1968 nach Venedig, in der Hoffnung, am Festival des Werbefilms einige Aufnahmen machen zu können, die sie im Spielfilm verwenden wollten. Ein paar Werbefilme, die Grimblat zuvor produziert hatte, liefen, was er ganz vergessen hatte, im Wettbewerb, und er bekam für den Abend der Preisverleihung einen Platz in der ersten Zuschauerreihe zugewiesen. Kurz vor Beginn des Anlasses tauscht er mit Gainsbourg den Platz. Überraschend verkündete die Jury, dass der Große Preis an Grimblat geht. Der verschüchterte Gainsbourg bewegte sich, von Grimblat ermuntert, auf die Bühne und nahm, dem Präsidenten, dem Bürgermeister und anderen Honoratoren die Hand schüttelnd, den Preis entgegen, unter den Augen der Fotografen. Die Filmaufnahmen sind kurz nach Beginn von Slogan zu sehen. Zwei Wochen später begannen die Dreharbeiten.
Grimblat wollte eine Anfängerin, weil er Schauspieler als Projektion des Regisseurs verstand und sie leichter formen kann; er suchte ein Mädchen, das naiv und zugleich ein Luder war. Die Suche nach der Darstellerin von Evelyne gestaltete sich schwierig. Grimblat suchte zunächst vergeblich in Frankreich und danach in mehreren europäischen Städten nach einer Frau, die den Charme seiner Verflossenen hatte. Die letzte Bewerbungsrunde war in London, wo Grimblat nach einem erfolglosen Vormittag in einer Imbissbude ein Mädchen entdeckte, das seinen Vorstellungen entsprach. Von ihm angefragt, erwiderte sie, sie spreche am Nachmittag bei ihm vor... Jane Birkin hatte von Gainsbourg noch nie etwas gehört, und Gainsbourg begegnete ihr herablassend und mit Gleichgültigkeit. Nach einer Drehwoche traf Grimblat eine Maßnahme. Um die Atmosphäre für die restlichen sieben Wochen zu lockern, bestellte Grimblat die beiden zu einem Nachtessen, damit sie sich zu dritt aussprechen – und erschien als einziger nicht. Gainsbourg und Birkin verbrachten den Abend mit Essen und Tanzen und wurden zu jenem verliebten Paar, das sie gar nicht mehr spielen brauchten, weil sie eines waren.
Birkin sprach kein Wort Französisch und hatte dementsprechend Mühe, die Dialoge zu lernen. Ihre damals zweijährige Tochter Kate ist als Kind der Fabergés zu sehen. Während des Schnitts meldete sich Grimblats Freund Jacques Deray, der für Der Swimmingpool dringend eine Ersatzdarstellerin brauchte, sah sich die Aufnahmen an, und schon hatte Birkin ein weiteres Engagement in Frankreich. Die Veröffentlichung von Slogan zögerte sich hinaus und Der Swimmingpool kam zuerst in die Kinos. Für Slogan war es erst im Sommer 1969 soweit und der Streifen verbuchte in Frankreich 564.000 Eintritte. Auf den Filmplakaten wurden Gainsbourg und Birkin als „Paar des Jahres“ verkauft. Der Musiker, der bis dahin nur schurkische Nebenrollen bekommen hatte, erklärte: „Es war der erste Film, bei dem mich der Regisseur so spielen ließ, wie ich wirklich bin.“

## Kritik und filmgeschichtliche Einschätzung
1970 urteilte Jean-Paul Thirard von Positif, Grimblat erzähle die autobiografische Handlung glänzend, aber oberflächlich, im Format einer Anekdote, in der die Gefühle leicht wiegen, und wünschte dem Regisseur, er möge diese Eigenwerbung künftig hinter sich lassen und endlich Kino machen.
Gängige Filmnachschlagewerke erwähnen Slogan meistens mit keinem Wort. Nur das Lexikon des internationalen Films kommentierte, die „Sentimentalitäten und Äußerlichkeiten“ des Films verhinderten eine Analyse des egoistischen Genussverhaltens der Figuren. 2007 erschien die französische, 2008 die deutsche DVD. Entgegen dem tatsächlichen Erscheinungsjahr des Films pries der deutsche DVD-Verlag die Scheibe mit dem Slogan „Der Kultfilm aus dem Sommer der Liebe '68“ an. Anlässlich der Veröffentlichung des Silberlings befand Manfred Prescher von evolver.at: „Dass dieser Film kein Meisterwerk ist, macht überhaupt nichts. Er transportiert den Geist eines Jahrzehnts trotzdem auf die charmanteste Art und Weise.“
Der ehemalige Werber Frédéric Beigbeder, Autor des Romans Neununddreißigneunzig, der als 39,90 verfilmt worden ist, bezeichnete die Figur Serge als einen Ahnen seines Romanhelden. Grimblat habe in wunderbarer Weise die Frustration des Werbefilmers abgebildet, dem enorme Mittel für etwas sehr Banales zur Verfügung stehen, und der sich mit Kunden herumschlägt, die keine Ahnung haben.